# Spotřeba automobilu

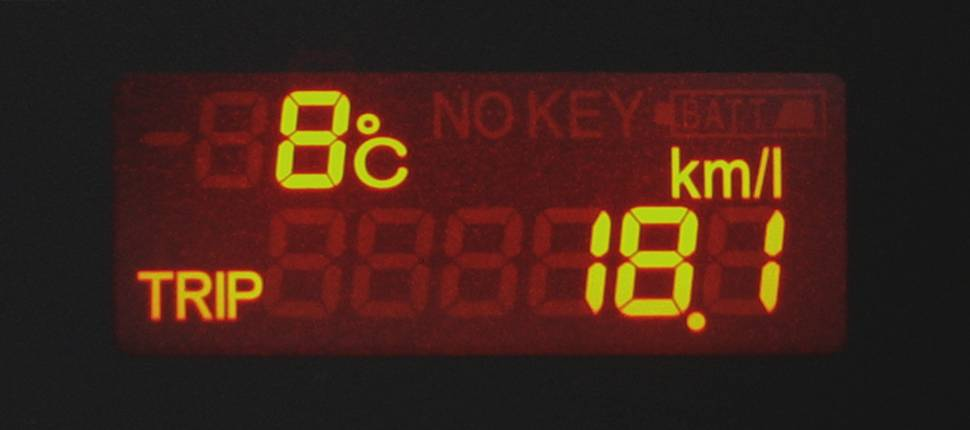
Ukazatel průměrné spotřeby v Hondě Airwave, v km/l

Spotřeba automobilu označuje kolik pohonných hmot, obvykle benzínu nebo nafty, automobil potřebuje, aby překonal určitou vzdálenost. Je udávána u prakticky všech modelů automobilů. S rostoucí spotřebou rostou náklady na provoz automobilu a zvyšuje se zátěž životního prostředí.
Spotřeba automobilu je nejmenší pro konstrukčně danou rychlost, obvykle okolo 90 km/h. Při vyšších rychlostech spotřeba stoupá s rostoucím třením, zejména odporem vzduchu. Při nižších rychlostech stoupá díky menší účinnosti spalovacího motoru při nižších otáčkách a nutnosti používat převodové stupně, protože spalovací motor má při nízkých otáčkách malý točivý moment.
Spotřeba automobilu se také mění podle režimu jízdy, jiná je například na dálnici, kde se jezdí plynule po dlouhou dobu, a ve městě, kde je nutno často brzdit a zase zrychlovat.
Spotřeba automobilů v USA neustále roste i přes zefektivnění vlastních motorů a to díky rostoucím nárokům na výkon aut.
Spotřeba automobilů se dnes při vývoji a schvalovacích řízeních měří a porovnává uvnitř budov v kontrolovaném prostředí na zařízení zvaném válcový dynamometr.

## Jednotky

Převodní graf mezi l/100 km a mpg (Červená=imperiální galon. Modrá=U.S. wet galon)

Spotřeba automobilu se tradičně měří dvěma různými vzájemně nepřímo úměrnými systémy a několika jednotkami:
- litr na km, obvykle pak litr na 100 km
- km na litr; nebo častěji míle na galon, značka mpg nebo MPG

První jednotka, l/100 km se používá zejména v kontinentální Evropě. Druhá pak hlavně v USA a ve Spojeném království. Ve Spojeném království je ale používaný galon, takzvaný imperiální, o zhruba 20,095 % větší.
Převod mezi l/100 km a mpg (americký galon) je přibližně: 235,21 / (l/100 km) = mpg. Auto se spotřebou 10 l/100 km má tedy spotřebu 23,5 mpg a naopak auto se spotřebou 20 mpg má i spotřebu 11,8 l/100 km. Při výpočtu spotřeby s imperiálním galonem se použije konstanta 282,47.
Po dobu stání se spuštěným motorem se spotřeba automobilu měří v litrech za hodinu.

## Kategorie automobilů
Při porovnání spotřeby se automobily řadí do několika kategorií:
| Název kategorie      | Délka automobilu |
| -------------------- | ---------------- |
| mini                 | do 3,6 m         |
| malá auta            | 3,6–4,0 m        |
| kompaktní auta       | 4,0–4,4 m        |
| střední třída        | 4,4–4,8 m        |
| vyšší střední třída  | 4,8–5 m          |
| 5dveřová auta        | nad 5 m          |
| 6 a vícedveřová auta | nad 5 m          |